# 拉亨
拉亨是德国巴伐利亚州的一个市镇。总面积13.32平方公里，总人口1421人，其中男性714人，女性707人（2011年12月31日），人口密度107人/平方公里。